# Decatrón
Se llama decatrón a una válvula termoiónica que funciona como contador de pulsos.

Esquema del decatrón

Consta de diez ánodos que son las salidas del tubo. Además, tiene dos grupos de otros diez ánodos, los de cada grupo interconectados entre sí de modo que al exterior salen dos patillas, que son las señales de conteo. Aplicándoles consecutivamente un pulso positivo, se avanza o retrocede la cuenta.

## Funcionamiento
El decatron contiene gas a baja presión, que se ioniza cuando los ánodos están a una tensión positiva suficiente. Esta nube de gas ionizado crea un camino de baja resistencia a uno de los ánodos. El tubo queda en este estado hasta que se aplique un pulso más positivo a un electrodo de conteo. En ese momento, la ionización se desplaza al ánodo auxiliar más cercano (ver figura). Un segundo pulso positivo en el otro ánodo auxiliar hace avanzar la ionización. Cuando el pulso desaparece, la nube ionizada pasa al siguiente ánodo, completando una cuenta.
También existen modelos con un solo grupo de ánodos auxiliares que sólo permiten la cuenta unidireccional. En este tipo, es la geometría del tubo la que evita que la nube ionizada retroceda al ánodo de donde partió antes del pulso de conteo.
- Datos: Q247225
- Multimedia: Dekatrons / Q247225